# 거듭제곱

위에서 아래로: x^{1/8}, x^{1/4}, x^{1/2}, x^{1}, x^{2}, x^{4}, x^{8}.

수학에서 거듭제곱(영어: exponentiation) 또는 승멱(乘冪) 또는 멱(冪)은 같은 수를 주어진 횟수만큼 여러 번 곱하는 이항 연산이다. 여러 번 곱하는 수를 밑(영어: base)이라고 하고, 곱하는 횟수를 지수(指數, 문화어: 어깨수, 영어: exponent, power)라고 한다. 밑이 {\displaystyle a}, 지수가 {\displaystyle n}인 거듭제곱을 {\displaystyle a}의 {\displaystyle n}제곱이라고 하고, 그 기호는 {\displaystyle a^{n}}이다. 때로는 거듭제곱의 밑을 기저로 부르기도 한다.

## 정의

### 정수 제곱
실수 {\displaystyle a} 및 자연수 {\displaystyle n}에 대하여, {\displaystyle a}의 {\displaystyle n}제곱은 다음과 같다.
{\displaystyle a^{n}=\underbrace {a\times a\times a\times \cdots a} _{n}}
즉, {\displaystyle a}를 {\displaystyle n}번 반복하여 곱한 결과이다. 이는 다음의 재귀적 정의와 동치이다.
{\displaystyle a^{1}=a}
{\displaystyle a^{k+1}=a^{k}\times a\qquad (k\in \mathbb {N} )}
0이 아닌 실수 {\displaystyle a}에 대하여, {\displaystyle a}의 0제곱은 다음과 같다.
{\displaystyle a^{0}=1}
즉, 0이 아닌 실수의 0제곱은 항상 1이다. 0의 0제곱 00은 정의하지 않는다.
0이 아닌 실수 {\displaystyle a} 및 음의 정수 {\displaystyle -n}(즉, {\displaystyle n}은 양의 정수)에 대하여, {\displaystyle a}의 {\displaystyle -n}제곱은 다음과 같다.
{\displaystyle a^{-n}={\frac {1}{a^{n}}}}
즉, 0이 아닌 실수의 음의 정수 제곱은, 우선 그 음의 정수의 절댓값인 양의 정수를 지수로 하여 거듭제곱을 구한 뒤, 다시 역수를 취한 결과이다. 0의 음의 정수 제곱은 정의하지 않는다.

### 유리수 제곱
지수가 유리수인 거듭제곱을 거듭제곱근을 사용하여 정의할 수 있다. 우선, 실수 {\displaystyle a} 및 양의 정수 {\displaystyle n}에 대하여 {\displaystyle {\sqrt[{n}]{a}}}를 정의하자. 이를 위해 방정식 {\displaystyle x^{n}=a}의 근을 생각하자. 자명하게, {\displaystyle a}가 0일 경우 복소수 범위에서의 근이 {\displaystyle x=0}뿐이며, 그 중복도는 {\displaystyle n}이다. {\displaystyle a}가 0이 아닌 실수일 경우 서로 다른 복소근이 {\displaystyle n}개 존재한다. {\displaystyle n}이 홀수일 경우나, {\displaystyle n}이 짝수이며 {\displaystyle a}가 음이 아닌 실수일 경우, 서로 반수인 실근이 한 쌍 존재하며, 여기서 양의 실수인 근을 {\displaystyle {\sqrt[{n}]{a}}}라 정의한다. {\displaystyle n}이 짝수이며 {\displaystyle a}가 음의 실수일 경우, 실근이 존재하지 않으므로, {\displaystyle {\sqrt[{n}]{a}}}를 정의하지 않는다.
이제 지수가 유리수인 거듭제곱을 정의하자. 유리수는 분모가 양의 정수인 기약 분수의 꼴로 유일하게 나타낼 수 있으므로, 우선 유리수 지수를
{\displaystyle {\frac {m}{n}}\qquad (m,n\in \mathbb {Z} ;\;n>0;\;\gcd\{m,n\}=1)}
라 하자. 그렇다면 이 거듭제곱은 다음과 같이 정의된다.
{\displaystyle a^{\frac {m}{n}}={\sqrt[{n}]{a^{m}}}}
즉, 양의 유리수 제곱은 기약 분수 꼴의 분자를 지수로 하여 거듭제곱을 취한 뒤, 분모만큼 거듭제곱근을 취한 결과이다. 분모 {\displaystyle n}이 홀수일 경우 이 거듭제곱은 임의의 실수 밑 {\displaystyle a}에 대하여 정의된다. 짝수일 경우, 이 거듭제곱은 임의의 음이 아닌 실수 밑 {\displaystyle a}에 대하여 정의되며, 음의 실수 밑의 경우 정의되지 않는다. 물론 모든 정수는 유리수이므로 정수 제곱의 앞선 두 정의가 일치하는지 검증하여야 하며, 이는 쉽게 검증된다.
다만, 이는 실숫값 이항 연산으로서의 정의이다. 즉, {\displaystyle a^{\frac {m}{n}}}은 단지 방정식 {\displaystyle x^{n}=a^{m}}의 여러 개의 복소근 가운데 양의 실수인 하나이다. 만약 방정식 {\displaystyle x^{n}=a^{m}}의 모든 복소근을 찾는 다가 함수로서 정의한다면, 이 거듭제곱은 모든 실수를 비롯한 모든 복소수 밑 {\displaystyle a}에 대하여 정의되며, 중근을 포함하여 {\displaystyle n}개의 (실수 또는 복소수 값의) '함숫값'을 갖는다.

### 실수 제곱
거듭제곱의 지수를 무리수의 범위까지 확장하는 방법은 다음과 같은 두 가지가 있다. 어느 정의를 사용하든 지수가 유리수일 경우에 유리수 제곱으로서의 정의와 실수 제곱으로서의 정의가 일치하는지 살펴야 하며, 이는 쉽게 검증된다.

#### 유리수 제곱 근사를 통한 정의
양의 실수 {\displaystyle a}와 {\displaystyle x}에 대하여, {\displaystyle a}의 {\displaystyle x}제곱을 다음과 같이 유리수 제곱의 근사를 통해 정의할 수 있다.
{\displaystyle a^{x}=\lim _{\mathbb {Q} \ni q\to x}a^{q}}
즉, 양의 실수의 실수 제곱은 유리수 지수가 실수 지수에 다다를 때 거듭제곱이 갖는 극한이다. 이는 다음 정의와 동치이다.
{\displaystyle a^{x}=\sup _{q\in \mathbb {Q} \colon q<x}a^{q}}
즉, 이는 실수 지수보다 작은 유리수를 지수로 하여 만든 거듭제곱들의 집합의 상한이다.

#### 로그를 통한 정의
양의 실수의 실수 제곱을 지수 함수와 로그 함수를 사용하여 정의할 수 있다. 먼저 실수 지수 함수
{\displaystyle \mathbb {R} \to (0,+\infty )}
{\displaystyle x\mapsto e^{x}}
는 다음과 같이 두 가지로 정의할 수 있으며, 이는 서로 동치이다.
(수열의 극한) {\displaystyle e^{x}=\lim _{n\to \infty }\left(1+{\frac {x}{n}}\right)^{n}}
(거듭제곱 급수) {\displaystyle e^{x}=\sum _{n=0}^{\infty }{\frac {x^{n}}{n!}}}
또한 실수 로그 함수는 지수 함수의 역함수이다.
{\displaystyle \ln =\exp ^{-1}}
이제 양의 실수의 실수 제곱을 정의하자. 양의 실수 {\displaystyle a}와 실수 {\displaystyle x}에 대하여, {\displaystyle a}의 {\displaystyle x}제곱은 다음과 같다.
{\displaystyle a^{x}=e^{x\ln a}}

### 복소수 제곱
거듭제곱 연산은 복소수에 대하여 확장할 수 있다. 확장한 뒤의 연산은 실수의 경우와 달리 연산 결과가 여러 값이며, 밑이 음의 실수인 경우에도 정의 가능하다. 실수와 마찬가지로, 0이 아닌 복소수의 복소수 제곱은 지수와 로그를 사용하여 정의할 수 있다. 먼저 복소수 지수 함수
{\displaystyle \mathbb {C} \to \mathbb {C} \setminus \{0\}}
{\displaystyle z\mapsto e^{z}}
는 다음과 같이 두 가지로 정의할 수 있으며, 이는 서로 동치이다.
(수열의 극한) {\displaystyle e^{z}=\lim _{n\to \infty }\left(1+{\frac {z}{n}}\right)^{n}}
(거듭제곱 급수) {\displaystyle e^{z}=\sum _{n=0}^{\infty }{\frac {z^{n}}{n!}}}
실수의 경우 이는 실수 지수 함수와 일치한다. 오일러의 공식
{\displaystyle e^{i\theta }=\cos \theta +i\sin \theta \qquad (\theta \in \mathbb {R} )}
과 지수 함수 법칙에 따라 구체적으로 다음과 같이 나타낼 수 있다.
{\displaystyle e^{z}=e^{\operatorname {Re} z}(\cos \operatorname {Im} z+i\sin \operatorname {Im} z)\qquad (z\in \mathbb {C} )}
또한 복소수 로그 함수는 복소수 지수 함수의 '역함수'이다.
{\displaystyle \operatorname {Ln} =\exp ^{-1}}
그러나 이는 복소수 지수 함수가 가역 함수가 아니므로 다가 함수이다. 이를 복소수에 복소수 집합을 대응시키는 함수라 여기자. 그러면 이는 구체적으로 다음과 같이 나타낼 수 있다.
{\displaystyle \operatorname {Ln} z=\ln |z|+i\operatorname {Arg} z\qquad (z\in \mathbb {C} \setminus \{0\})}
이제 0이 아닌 복소수의 복소수 제곱을 정의하자. 0이 아닌 복소수 {\displaystyle z}와 복소수 {\displaystyle w}에 대하여, {\displaystyle z}의 {\displaystyle w}제곱은 다음과 같다.
{\displaystyle z^{w}=e^{w\operatorname {Ln} z}}
복소수 로그 함수가 다가 함수이므로, 이 거듭제곱 역시 다가 함수이다. (자세히...)

## 성질

### 연산 법칙
자연수 {\displaystyle n}에 대해, 거듭제곱 {\displaystyle a^{n}}(a는 실수)은 다음과 같이 정의된다.
{\displaystyle {{a^{n}=} \atop {\ }}{{\underbrace {a\times \cdots \times a} } \atop n}}
이것은 곱셈 연산이 덧셈을 반복하는 것과 유사하다. 또한 정의에 따라, 다음의 식이 성립한다.
- {\displaystyle a^{1}=a}
- {\displaystyle {a^{b}}{a^{c}}=a^{b+c}}
- {\displaystyle (a^{n})^{m}=a^{nm}}
- {\displaystyle (a^{b})^{c}=(a^{c})^{b}}
- {\displaystyle {a^{c}}{b^{c}}=(ab)^{c}}
- {\displaystyle a^{m}\div a^{n}=a^{m-n}}

{\displaystyle {a^{5}}={a\times a\times a\times a\times a}=({a\times a\times a})\times ({a\times a})=a^{3}\times a^{2}=a^{3+2}=a^{5}=({a\times a})\times ({a\times a\times a})=a^{2+3}=a^{5}}
{\displaystyle {{a^{5}} \over {a^{5}}}={{a\times a\times a\times a\times a} \over {a\times a\times a\times a\times a}}={{{\cancel {a}}\times {\cancel {a}}\times {\cancel {a}}\times {\cancel {a}}\times {\cancel {a}}} \over {{\cancel {a}}\times {\cancel {a}}\times {\cancel {a}}\times {\cancel {a}}\times {\cancel {a}}}}={1 \over 1}=1}
{\displaystyle {{a^{5}} \over {a^{5}}}=a^{5-5}=a^{0}=1}
- {\displaystyle (-a)^{1}=-a}
- {\displaystyle (-a)^{2}=-a\cdot -a=+a^{2}}
- {\displaystyle (-a)^{3}=-a\cdot -a\cdot -a=-a^{3}}
- {\displaystyle (-a)^{0}={-a \over -a}=+1}

다음과 같은 귀납적 정의도 가능하다.
- {\displaystyle a^{1}=a}

- {\displaystyle a^{n+1}=a\times a^{n},\ n=1,2,3,\cdots }

## 응용

### 기수법
거듭제곱의 성질은 기수법과 진수의 체계를 이룬다.
{\displaystyle \;\;a^{n}=x}일때,
{\displaystyle a^{n}}의 밑은 {\displaystyle a}이고, 지수는 {\displaystyle n}, 진수는 {\displaystyle x}이다.

## 같이 보기
- 커누스 윗화살표 표기법
- 지수함수
- 로그
- 진수